# Sygan marmurkowy
Sygan marmurkowy (Siganus rivulatus) – gatunek ryby z rodziny syganowatych (Siganidae).

## Morfologia
Sygan marmurkowy ma bocznie spłaszczone ciało, którego średnia długość jest 2,7–3,4 razy większa od wysokości. Płetwa grzbietowa ma 13 kolców i 10 miękkich promieni, płetwa odbytowa ma 7 kolców i 9 miękkich promieni, jego płetwa ogonowa jest rozwidlona. Ciało sygana pokryte jest małymi, mocno osadzonymi łuskami. Kolor ryby zależy od środowiska, ale zwykle charakteryzuje go mozaikowy brązowo-biało-żółtawy wzór przypominający marmur. Często spotykane są osobniki z wyraźnymi ciemnymi plamami lub żółtymi falistymi liniami po bokach. Grzbiet jest zwykle znacznie ciemniejszy niż brzuch, który zwykle jest srebrzystobiały. Sygan zwykle osiąga około 10–20 cm, czasem do 27 cm długości, ale maksymalny odnotowany rozmiar to 40 cm.
Sygan posiada kolce jadowe na płetwach, dlatego należy się z nim obchodzić bardzo ostrożnie.

## Występowanie
Sygan marmurkowy występuje naturalnie wzdłuż wschodniego wybrzeża Afryki od Południowej Afryki do Morza Czerwonego, w tym na Komorach, Madagaskarze i Seszelach. Występuje także w Morzu Śródziemnym (dokąd przedostał się przez Kanał Sueski), a połowy tej ryby prowadzone są w Turcji, Tunezji, na Malcie i we Włoszech na Sycylii.

## Biologia
Sygan marmurkowy występuje w płytkich wodach nad podłożami skalistymi i piaszczystymi. Szuka obszarów pokrytych glonami, do głębokości mniejszej niż 15 m. Zwykle występuje w ławicach od 50 do kilkuset ryb o podobnym rozmiarze. Żywi się głównie glonami. Ze względu na występowanie w płytkich wodach przybrzeżnych oraz dużą żarłoczność, często poławiany jest przez osoby niedoświadczone.

## Jad oraz postępowanie
Sygan, podobnie jak inne ryby z rodziny Siganidae, posiada gruczoły jadowe znajdujące się na kolcach na końcach płetw. Przy nieumiejętnym chwycie ryby kolce jadowe łatwo mogą przebić skórę i jad jest wprowadzany do ciała. Efekt jest bolesny, ale brak informacji o ofiarach śmiertelnych. Jad jest białkiem nietrwałym termicznie i każde miejsce, w którym do ciała został wprowadzony jad, powinno być jak najszybciej poddane wyższej temperaturze około 43–46 °C (np. poprzez polewanie gorącą wodą). Ofiary zatrucia powinny być obserwowane oraz leczone z powodu możliwej infekcji.

## Spożycie
Sygan jest uważany za rybę jadalną. Ze względu na to, iż przyjmuje paszę sztuczną i rozmnaża się w niewoli, trwają prace nad możliwym wprowadzeniem tej ryby do akwakultur.
Wykazano również, że sygan może być źródłem toksyn podobnych do ciguatoksyn. W Izraelu odnotowano zatrucie po spożyciu mięsa ryb z rodzaju Siganus, które wydaje się być związane z rybami złowionymi w zanieczyszczonych wodach.